# Sanguino3 G-Code
Sanguino3 G-Code là giao thức mà các thiết bị điện tử của dự án RepRap thế hệ thứ ba giao tiếp với máy chủ của chúng, cũng như giao thức mà máy chủ RepRap giao tiếp với các hệ thống con của nó. Nó cũng có thể được viết ở định dạng nhị phân để lưu trữ để phát lại sau này, thường là trong một tệp có đuôi ".s3g".
Giao thức này được thiết kế để đơn giản hóa mã G, để dễ dàng xử lý bởi CPU hơi hạn chế của Sanguino, một bộ điều khiển dựa trên Arduino.